# Marvin René
Marvin René (Francia, 11 de abril de 1995) es un atleta francés, especialista en la prueba de 4 × 100 m en la que llegó a ser subcampeón europeo en 2016.

## Carrera deportiva
En el Campeonato Europeo de Atletismo de 2016 ganó la medalla de plata en los relevos de 4 x 100 metros, con un tiempo de 38.38 segundos, llegando a meta tras Reino Unido (oro) y por delante de Alemania (bronce), siendo sus compañeros de equipo: Stuart Dutamby, Mickael-Meba Zeze y Jimmy Vicaut.